# Légion grecque
Ne doit pas être confondu avec Légion de volontaires grecs.
La légion grecque, en russe : Греческий легион, officiellement Légion de chasseurs à pied légers, en grec moderne : Πεζικὴ Λεγεὼν Ἐλαφρῶν Κυνηγετῶν, est une unité d'infanterie légère de chasseurs à pied, au service de la République des Sept-Îles, contrôlée par la Russie. Elle était composée de soldats d'origine grecque et albanaise et était dirigée par le major-général Emmanouíl Papadópoulos (en). Elle est active entre 1805 et 1807, prenant part à la guerre de la troisième coalition et à la guerre russo-turque de 1806-1812.

## Contexte
Après la défaite de la Première République française lors de la campagne méditerranéenne de 1798, la Russie et l'Empire ottoman ont établi en 1800 une souveraineté conjointe sur les anciennes îles Ioniennes sous domination française, sous la forme de la république des Sept-Îles. À partir de 1802, des troupes russes stationnent dans les îles pour sauvegarder les intérêts russes.
En 1803, dans la région de l'Épire à travers les îles, la guerre entre les Souliotes (en) et l'homme fort ottoman albanais semi-indépendant Ali Pacha de Janina  se solde par la défaite des premiers et l'occupation de leur patrie. Initialement installés à Parga, les réfugiés souliotes sont contraints de traverser la mer pour rejoindre la République Septentrionale en mars 1804, après qu'Ali Pasha ait menacé d'attaquer la ville pour la débarrasser des Souliotes.
Environ 3 000 Souliotes s'installent dans les îles Ioniennes, principalement à Corfou et à Paxos, où on leur fournit des terres agricoles. Les Souliotes, belliqueux, s'efforcent de s'adapter à leur nouvel environnement, volant le bétail et le bois de chauffage des résidents locaux et déplorant la perte de leur patrie ; selon l'historien local Panagiotis Chiotis, leur seule préoccupation est de « nettoyer leurs armes, jouer de la guitare et chanter des exploits héroïques en albanais »,. Soucieuse d'étendre son influence au continent grec, la Russie signe des alliances avec les beys albanais Himariote et Cham (en) le 27 juin. Les réfugiés souliotes sont mobilisés pour une offensive, qui est écourtée lorsqu'Ali Pacha apprend les plans russes et qu'une escadre navale ottomane fait une apparition inattendue au large de Corfou.

## Histoire
Outre les Souliotes, la République des Sept-Îles devient également un refuge pour les klephtes et Armatoles grecs fuyant la domination ottomane dans le reste de la Grèce. Lorsque les relations franco-ottomanes commencent à se réchauffer en 1805, le général russe Roman von Anrep commence à lever des formations militaires grecques expatriées pour la défense des îles Ioniennes. La seule demande des Grecs est d'être autorisés à servir dans leurs uniformes traditionnels et à utiliser leurs tactiques militaires habituelles de guerre irrégulière, plutôt que d'être enrôlés dans des unités régulières de style occidental. Cette demande est acceptée et les Souliotes rejoignent les rangs de leurs compatriotes de la Morée (Péloponnèse), de l'Acarnanie et de l'Himarë pour former des unités de fantassins,.
Le nouveau corps est nommé Légion de chasseurs à pied légers, en grec moderne : Πεζικὴ Λεγεὼν Ἐλαφρῶν Κυνηγετῶν, fort de 2 760 hommes et divisé en six brigades de quatre hekatontarchies chacune. En outre, la Légion comprend un petit détachement d'artillerie composé de volontaires de Morée. Chaque brigade a son propre drapeau d'une couleur distinctive, sur lequel figure une croix avec un aigle couronné dans une couronne de laurier au centre et les devises, tirées d'Isaïe 8 : 9-10, « Dieu est avec nous » (ὁ Θεός μεθ' ἡμῶν) et « Serrez-vous, ô nations, et soyez brisées » (γνῶτε ἔθνη καὶ ἡττᾶσθε). Les légionnaires portent leur tenue traditionnelle et prêtent serment de « servir le puissant empereur de toutes les Russies et de marcher contre tout ennemi que le commandant en chef des armées impériales leur ordonnerait ». La légion est initialement commandée par le comte Benckendorff, qui est bientôt remplacé par le major-général d'origine grecque Emmanouíl Papadópoulos (en) Parmi les hekatontarques figurent des chefs souliotes notables tels que Kitsos Botsaris (en), Fotos Tzavelas et son frère Zygouris, les frères Zervas et Danglis, Christóphoros Perrevós et même le fils du bey du Magne, Pierros Grigorakis,.
Dans le cadre des efforts pour organiser et former la Légion à la guerre moderne, Papadópoulos publie, en 1804, un manuel militaire (grec moderne : Διδασκαλία στρατιωτική προς χρήσιν των Ελλήνων, en français : Enseignement militaire à l'usage des Grecs), suivi l'année suivante par le règlement de la Légion (Ερμηνεία της συνισταμένης Λεγεώνος των Ηπειρωτο-Σουλιωτών και Χιμαρο-Πελοπονησίων (Explication de la légion combinée d'Epirotes-Souliotes et d'Himariotes-Peloponnésiens), où il exhorte ses lecteurs à se souvenir qu'ils sont les descendants des anciens Grecs, à imiter les actes des célèbres Pyrrhus Ier et Scanderbeg, et à apporter une nouvelle gloire au nom grec.
À l'automne 1805, la légion grecque participe à l'invasion anglo-russe de Naples (en), aux côtés de 14 000 soldats russes et de 10 000 soldats britanniques. L'expédition est toutefois interrompue par la victoire décisive de Napoléon à la bataille d'Austerlitz, en décembre. En février 1806, les Anglo-Russes sont contraints d'abandonner le continent italien aux Français. Fotos Tzavelas, Christos Kalogeros et le futur héros de la révolution grecque, Nikítas Stamatelópoulos, se sont particulièrement distingués lors de cette campagne. En 1806, la légion participe à des opérations en Dalmatie, où Papadópoulos commande les forces russes opérant dans les bouches de Kotor. Le 19 septembre 1806, la légion s'empare de Castel Nuovo après une bataille de sept heures,. Pendant le siège russe infructueux de Raguse, la légion affronte une autre unité grecque (augmentée d'Albanais et de Slaves) au service des Français, les Chasseurs d'Orient sous les ordres de Nikolaos Papazoglou.
La guerre russo-turque de 1806-1812 éclate en décembre et la légion est ramenée dans les îles Ioniennes, où elle participe à l'édification de nouveaux ouvrages de défense. En mars 1807, elle est transférée à Leucade, lançant des raids occasionnels sur les régions situées en face de l'île, après qu'Ali Pacha ait massé des troupes à Plagia, aidé par l'artillerie française sous les ordres de Papazoglou. Au cours de cette période, l'unité atteint son apogée avec 4 019 personnes. Avec le début de la Seconde Expédition de l'Archipel (en) par Dmitri Seniavine, une partie de la légion embarque pour les Dardanelles. Lors d'une tentative de débarquement à Ténédos, l'hekatontarque Gogas Danglis est tué au combat,. Au lendemain de la paix de Tilsit, la Russie restitue la République des Sept-Îles à la France et la légion est dissoute le 30 août 1807. La majorité des légionnaires sont recrutés dans le régiment français d'Albanie,.